# Marathon van San Diego
De Marathon van San Diego, ook wel de Rock'n Roll marathon genoemd, is een hardloopwedstrijd over 42,195 km die sinds 1998 jaarlijks in San Diego wordt gehouden.

## Parcoursrecords
- Mannen: 2:08.33 - Philip Tarus  Kenia (1999)
- Vrouwen: 2:23.31 - Bizunesh Deba  Ethiopië (2011)

## Uitslagen
| Editie | Jaar         | Snelste man            | Land             | Tijd    | Snelste vrouw     | Land             | Tijd    |
| ------ | ------------ | ---------------------- | ---------------- | ------- | ----------------- | ---------------- | ------- |
| 20     | 4 juni 2017  | Jeffrey Eggleston      | Verenigde Staten | 2:21.17 | Bridie McCarey    | Verenigde Staten | 2:48.47 |
| 19     | 5 juni 2016  | Eric Noel              | Verenigde Staten | 2:26.40 | Davis McKale      | Verenigde Staten | 2:56.18 |
| 18     | 31 mei 2015  | Igor Campos            | Verenigde Staten | 2:37.05 | Lenore Moreno     | Verenigde Staten | 2:41.39 |
| 17     | 1 juni 2014  | Ben Bruce              | Verenigde Staten | 2:23.50 | Anna Corrigan     | Verenigde Staten | 2:44.26 |
| 16     | 3 juni 2013  | Simon Njoroge          | Kenia            | 2:15.00 | Natalya Sergeyeva | Rusland          | 2:35.05 |
| 15     | 3 juni 2012  | Nixon Machichim        | Kenia            | 2:10.03 | Alevtina Ivanova  | Rusland          | 2:27.44 |
| 14     | 5 juni 2011  | Negari Terfa           | Ethiopië         | 2:11.18 | Bizunesh Deba     | Ethiopië         | 2:23.31 |
| 13     | 6 juni 2010  | Richard Limo           | Kenia            | 2:09.56 | Yulia Gromova     | Rusland          | 2:27.38 |
| 12     | 31 mei 2009  | Khalid El Boumlili     | Marokko          | 2:11.16 | Yulia Gromova     | Rusland          | 2:27.37 |
| 11     | 1 juni 2008  | Simon Wangai           | Kenia            | 2:10.07 | Yulia Gromova     | Rusland          | 2:28.23 |
| 10     | 3 juni 2007  | Daniel Yego            | Kenia            | 2:09.04 | Hellen Kimutai    | Kenia            | 2:32.40 |
| 9      | 4 juni 2006  | Ambesse Tolosa         | Ethiopië         | 2:10.08 | Alice Chelangat   | Kenia            | 2:28.21 |
| 8      | 5 juni 2005  | Christopher Cheboiboch | Kenia            | 2:09.17 | Gete Wami         | Ethiopië         | 2:30.55 |
| 7      | 6 juni 2004  | Joseph Ngolepus        | Kenia            | 2:11.04 | Tatiana Titova    | Rusland          | 2:29.36 |
| 6      | 1 juni 2003  | Ondoro Osoro           | Kenia            | 2:09.38 | Irina Bogacheva   | Kirgizië         | 2:29.52 |
| 5      | 2 juni 2002  | Sammy Korir            | Kenia            | 2:09.02 | Alice Chelangat   | Kenia            | 2:29.57 |
| 4      | 3 juni 2001  | John Kagwe             | Kenia            | 2:10.07 | Margaret Okayo    | Kenia            | 2:25.05 |
| 3      | 4 juni 2000  | Belaye Wolashe         | Ethiopië         | 2:12.45 | Margaret Okayo    | Kenia            | 2:27.05 |
| 2      | 23 mei 1999  | Philip Tarus           | Kenia            | 2:08.33 | Irina Bogachova   | Kirgizië         | 2:28.46 |
| 1      | 21 juni 1998 | Philip Tarus           | Kenia            | 2:10.42 | Nadezhda Ilyina   | Rusland          | 2:34.17 |

1998 ·
1999 ·
2000 ·
2001 ·
2002 ·
2003 ·
2004 ·
2005 ·
2006 ·
2007 ·
2008 ·
2009 ·
2010 ·
2011 ·
2012 ·
2013 ·
2014 ·
2015 ·
2016 ·
2017